# 1020 Аркадія
1020 Аркадія (1924 QV, 1954 UA2, 1975 EQ, 1977 QO2, 1020 Arcadia) — астероїд головного поясу, відкритий 7 березня 1924 року.
Тіссеранів параметр щодо Юпітера — 3,325.